# 関戸橋

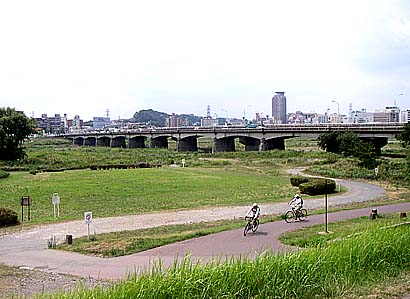
関戸橋下り車線（旧橋）

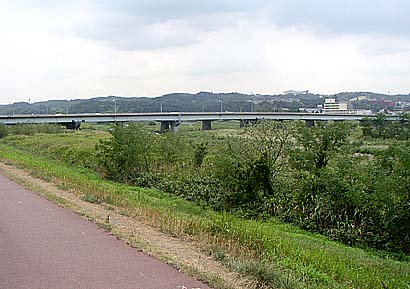
多摩川にかかる関戸橋上り車線（新橋）。府中市・多摩市

関戸橋（せきどばし）は、東京都の多摩川に架かる東京都道18号府中町田線（鎌倉街道）の橋である。

## 概要
- 道路名 : 東京都道18号府中町田線
- 橋梁長 : 375.8m
- 橋種 : 13径間ゲルバーＲＣＴ桁橋(旧橋)、単純鈑桁橋+6径間連続箱桁橋（新橋）[1][2]

元来当地にあった関戸の渡し（府中市側では『中河原渡し』）の代替として1937年に架橋。橋の名は南岸の多摩村関戸（現在の多摩市関戸）より取られた。
1990年代に至るまで東京都区部・府中・国立方面と多摩市主要部、または日野市・八王子市方面の野猿街道・川崎街道・北野街道沿いの多摩川南岸地域とを結ぶ橋はこの関戸橋のみで、隣接する橋は上流は国道20号（現在は東京都道256号八王子国立線）の日野橋、下流は神奈川県道・東京都道9号川崎府中線（府中街道）の是政橋までなかったため交通が集中していた。
1970年に京王電鉄による大規模宅地開発（桜ヶ丘住宅地）、および多摩ニュータウン開発に伴う交通量の増大を見越して上流部に並ぶ形で新関戸橋（3車線。うち1車線は左折車線）が架けられ、従来までの2車線から拡幅されていた。しかし交通量の増加はそれを上回って激しく、最終的に本橋周辺の渋滞を解消したのは1998年の府中四谷橋および2003年の石田大橋の開通であった。
関戸橋は2車線・歩車一体型であったが、平行して架橋された新関戸橋は歩道と車道を分離している。そのため上流側にのみ歩道がある構造となっており、下流側への歩道併設を望む声も聞かれる。関戸橋は1937年の架設であり2012年時点で75年が経過し老朽化が進んでいるため、現在新橋梁への架け替えが予定されている。2016年（平成28年）に着工し、16年かけて新橋への移行が行われる。旧橋の高欄と銘板の一部は多摩市のろくせぶ公園および府中市の中河原公園で保存される。

## 歴史
相模国を北上し武蔵国国府（府中市）へ向かう古代官道（東海道）が、関戸の渡しで多摩川を渡った。
架橋以前の歴史などは関戸 (多摩市)も参照のこと。
- 1937年（昭和12年）：架橋。
- 1970年（昭和45年）：上流側に新しく車道3車線と歩道を有する新関戸橋が架橋。全5車線となる。
- 1998年（平成10年）：上流に府中四谷橋架設（野猿街道）。渋滞が緩和される。
- 2016年（平成28年）：関戸橋(下流側橋)の架け替えと新関戸橋(上流側橋)の改築事業が始まる。
- 2018年（平成30年）：仮橋への切り替えが行われ、関戸橋(旧橋)の通行が終了。撤去が開始される。

## 周辺
- 京王電鉄 中河原駅および聖蹟桜ヶ丘駅
- 中河原渡し記念碑（府中市側）
- 中河原公園
- NEC中河原技術センター